# Rakušané
Rakušané (německy Österreicher) jsou germánská etnická skupina, skládající se z obyvatel Rakouska a jeho historických předchůdců, kteří sdílejí společnou rakouskou kulturu a rakouský původ. Hovoří různými dialekty němčiny. Rakušanů je něco okolo 8 milionů.
Historicky byli německy mluvící Rakušané považováni za etnické Němce a také tak na sebe pohlíželi. Označovali se za Němce, rakouské Němce či německé Rakušany – Rakušan bylo především označení státních příslušníků Rakouské monarchie (do roku 1918) bez ohledu na národnost.[zdroj?] Rakousko bylo také součástí Svatá říše římské a bylo členem německého spolku, ale po prusko-rakouské válce v roce 1866 bylo Rakousko ze spolku Pruskem fakticky vyloučeno. Když bylo poté v roce 1871 založeno Německé císařství, tak se Rakousko jeho součástí nestalo (viz malé německé řešení). V roce 1938 se stalo součástí Třetí říše, ale od konce druhé světové války si Rakušané vyvinuli svou vlastní, odlišnou národní identitu. Dnes se drtivá většina Rakušanů neidentifikuje jako Němci.

## Historie

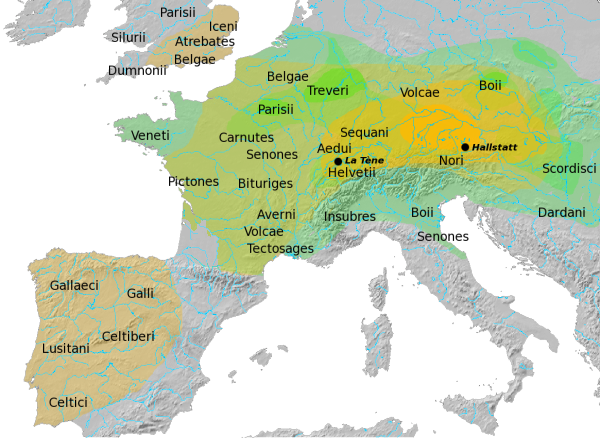
Halštatská a laténská kultura:
Jádro halštatského území (HaC, 800 př. n. l.) ve zřetelně žluté

Území současného Rakouska bylo v době římské říše rozděleno do provincií Raetie, Noricum a Panonie. Noricum bylo keltské království, zatímco v Panonii žili Ilyrové. Rétové byli starověký národ pravděpodobně příbuzný s Etrusky. Během stěhování národů (zhruba 6. století) byla tato území osídlena Bavory a dalšími Germány na západě (Alamany ve Vorarlbersku, Langobardy v Tyrolsku), zatímco Slovany, Huny a Avary na východě. V 8. století se původní území Raetie a Norica dostalo pod vládu Karolínské říše a bylo rozděleno do švábského, bavorského a korutanského vévodství. Panonie byla až do konce 8. století součástí avarského kaganátu. „Východní marka“ (Ostmark) byla v 9. století hraniční území, které oddělovalo východofranskou říši od Avarů a Maďarů. Oblast Vídně byla osídlena už od keltských dob (jako Vindobona), ale město nabylo na významu až ve vrcholném středověku jako hlavní sídlo rakouské marky (řeka Morava na východ od Vídně značí dávnou hranici mezi Franskou říší a Avary).
Potom, co byli Maďaři v roce 955 poraženi v bitvě na Lechu, se Východní marka neboli Rakousy staly nejvýchodnější částí Svaté říše římské hraničící s Moravou na severu a s uherským královstvím na východě. V důsledku toho zůstal národní charakter rakousko-bavorsky mluvící většinové populace Rakouska po celou dobu jejich raného novověku a novověku charakterizován jejich sousedstvím se západními Slovany (Češi, Slováci) na severu, jižními Slovany (Slovinci, korutanští Slovinci, Burgenlandští Chorvati) na jihu a Maďary na východě.

## Jiné významy slova
V ekonomii se jako rakušané (s malým počátečním písmenem) označují stoupenci rakouské školy.

## Osobnosti
Rakušané se výrazně prosadili v oblasti přírodních věd. K nejvýznamnějším osobnostem patří kvantový fyzik Erwin Schrödinger (Nobelova cena 1933), matematik Kurt Gödel (narozen na Moravě), fyzik Wolfgang Pauli, který formuloval proslulý Pauliho princip neurčitosti (Nobelova cena 1945), zakladatel statistické fyziky Ludwig Boltzmann, objevitel Dopplerova jevu Christian Doppler, badatelka v oblasti radioaktivity Lise Meitnerová, její synovec Otto Frisch, zakladatelé etologie Konrad Lorenz a Karl von Frisch (oba Nobelova cena 1973), fyzik Ernst Mach (narozen na Moravě), biochemička Gerty Coriová (narozena v Čechách, Nobelova cena 1947), molekulární biolog Max Perutz (Nobelova cena 1962), fyzik Martin Karplus (Nobelova cena 2013), neuropsychiatr Eric Kandel (Nobelova cena 2000), teoretický fyzik Walter Kohn (Nobelova cena 1998), biochemik Richard Kuhn (Nobelova cena 1938), farmakolog Otto Loewi (Nobelova cena 1936), objevitel kosmického záření Victor Franz Hess (Nobelova cena 1936), biolog Karl Landsteiner (Nobelova cena 1930), lékař Julius Wagner-Jauregg (Nobelova cena 1927), astronom Johann Palisa (narozen v českém Slezsku), tvůrce stupnice tvrdosti nerostů Friedrich Mohs, autor teze o prakontinentu Gondwana geolog Eduard Suess, zakladatel paleobiologie Othenio Abel, autor teorie fázového přechodu fyzik Paul Ehrenfest, zakladatel sexuologie Richard von Krafft-Ebing (narozen v Německu), matematik Emil Artin, biolog Giovanni Antonio Scopoli (narozen v Itálii), vynálezce litografie Alois Senefelder (narozen v Čechách), významný lékař Theodor Billroth, odborník na krystaly Johann Josef Loschmidt (narozen v Čechách), fyzik Richard von Mises, astronom Georg Joachim Rhaeticus, středověký astronom Georg von Peuerbach, průkopník výzkumu stresu Hans Selye, botanik Nikolaus Joseph von Jacquin, teoretický fyzik Victor Frederick Weisskopf, vynálezce a zakladatel firmy Osram Carl Auer von Welsbach.
Také v humanitních a sociálních vědách bylo Rakousko, zejména Vídeň, ohniskem tvořivosti. Zvláště psychologii se dařilo, významnými rakouskými psychology byli Sigmund Freud (narozen na Moravě), Alfred Adler, Wilhelm Reich, Viktor Frankl, Anna Freudová, Hans Asperger, Melanie Kleinová či Otto Rank. Také lingvista Ludwig Wittgenstein patří k největším intelektuálním osobnostem 20. století, významným jazykovědcem byl i Karl Bühler. Dalším oborem, kterému se v Rakousku obzvláště dařilo, byla ekonomie. Celá jedna škola je dnes v ekonomii nazývána „rakouská“. Jejím zakladatelem byl Karl Menger, jeho žákem byl Ludwig von Mises, Eugen von Böhm-Bawerk (narozen na Moravě) či Friedrich von Wieser, na jejich dílo pak navázal Friedrich Hayek (Nobelova cena 1974). Ovšem celosvětovou proslulost získali i autoři mimo tuto tradici. Zcela osobitý ekonomický přístup měl Joseph Schumpeter (narozen na Moravě), stejně jako Karl Polanyi, autor slavného díla Velká transformace a zakladatel antropologické ekonomie. Rakušanem byl i zakladatel moderního managementu Peter Drucker. Nejvýznamnějším rakouským sociologem byl Alfred Schütz. Paul Felix Lazarsfeld založil kvantitativní výzkum médií. Prosadili se i teoretik práva Hans Kelsen (narozen v Čechách), muzikologové Eduard Hanslick (narozen v Čechách) a Ludwig von Köchel či religionista Volker Zotz. Ve filozofii se hovoří o tzv. Vídeňském kroužku. Přináležel k němu, do jisté míry, i Karl Popper. Z filozofů byl členem kupříkladu Otto Neurath. Zakladatelem fenomenologie byl Edmund Husserl (narozen na Moravě). Ezoterismem ovlivněnou antroposofii založil Rudolf Steiner (narozen v Chorvatsku). K existencialismu je řazeno dílo Martina Bubera. Významným představitelem postmoderní filozofie byl Paul Karl Feyerabend. Marxismus rozvíjeli Karl Kautsky (narozen v Čechách), Otto Bauer či Rudolf Hilferding. Velkou roli ve vývoji středoevropské filozofie, především jako pedagog, sehrál Franz Brentano. Kritikou techniky a západní civilizace proslul Ivan Illich. Představitelem hnutí new age se stal Fritjof Capra. Filozofem Nové levice byl André Gorz.
Hudební skladatel Wolfgang Amadeus Mozart je některými zdroji označován za nejslavnějšího Rakušana všech dob.[zdroj⁠?!] Rakouská hudební škola patří vůbec k nejsilnějším v Evropě, o čemž svědčí jména jako Gustav Mahler (narozen na Moravě), Joseph Haydn, Franz Schubert, Johann Strauss, Anton Bruckner, Arnold Schönberg, Anton Webern, Alban Berg, Michael Haydn, Carl Ditters von Dittersdorf, Max Steiner, Alexander von Zemlinsky, Franz Xaver Süssmayr, Johann Joseph Fux či Johann Georg Albrechtsberger. V operetě je dobře známé jméno Franze von Suppé. Z interpretů se prosadili klavíristé Carl Czerny, Johann Nepomuk Hummel a Artur Schnabel, houslista Fritz Kreisler, nebo dirigenti Herbert von Karajan, Felix Weingartner, Nikolaus Harnoncourt (narozen v Německu), Karl Böhm a Clemens Krauss. V moderní populární hudbě pak zejména Udo Jürgens a Falco.
Do dějin světového malířství vstoupili především tři Rakušané: Gustav Klimt, Egon Schiele a Oskar Kokoschka. V současnosti se prosazuje vizuální umělec Gottfried Helnwein.
Významnými architekty barokní éry byli Johann Bernhard Fischer a Johann Lucas von Hildebrandt. Vídeňskou secesi reprezentovali Otto Wagner a Josef Hoffmann (narozen na Moravě). Modernismu byl věrný Adolf Loos (narozen na Moravě) či Richard Neutra. Představitelem postmoderní architektury je Hans Hollein. Nezařaditelným experimentátorem a „nepřítelem rovných čar“ byl Friedensreich Hundertwasser.
Z filmových režisérů se v USA prosadili Fritz Lang, Billy Wilder či Fred Zinnemann (narozen v Polsku), v Evropě pak Georg Wilhelm Pabst (narozen v Čechách). V evropském kontextu dnes tvoří také Michael Haneke (narozen v Německu). Významným divadelním režisérem byl Max Reinhardt.
Nejznámějším rakouským hercem je Arnold Schwarzenegger. Již Hedy Kieslerová alias Heddy Lamarr byla hollywoodskou hvězdou. K významným hercům patřili i Curd Jürgens (narozen v Německu) či Klaus Maria Brandauer. Ve Vídni se narodila Romy Schneider. Seriál Komisař Rex proslavil zejména Martina Weineka.
Klasiky rakouské literatury jsou Franz Kafka (narozen v Čechách), Rainer Maria Rilke (narozen v Čechách), Stefan Zweig, Robert Musil, Max Brod (narozen v Čechách), Arthur Schnitzler, Georg Trakl, Joseph Roth (narozen na Ukrajině), Gustav Meyrink, Franz Werfel (narozen v Čechách), Franz Grillparzer, Hugo von Hofmannsthal, Karl Kraus (narozen na Moravě), Hermann Broch, Nikolaus Lenau, Ödön von Horváth (narozen v Chorvatsku), Johann Nestroy či Adalbert Stifter (narozen v Čechách). Po druhé světové válce se prosadili zejména Elfriede Jelineková a Thomas Bernhard, dále Ernst Jandl, Erich Fried či Ingeborg Bachmannová. V současnosti je oceňován Peter Handke či Daniel Kehlmann (narozen v Německu). V oblasti dětské literatury vynikl Felix Salten (narozen v Maďarsku), v sektoru erotické literatury je nepřehlédnutelným Leopold von Sacher-Masoch, za populární literaturu bývá označováno dílo Johannese Maria Simmela.
Z rakouských císařů se nejvíce proslavili modernizátoři a reformátoři Marie Terezie a Josef II. a symbol poslední fáze mocnářství František Josef I. Jako vojevůdce Rakušané ctí Evžena Savojského. Nositeli Nobelovy ceny míru jsou Bertha von Suttnerová (narozena v Čechách) a Alfred Hermann Fried. Richard Mikuláš Coudenhove-Kalergi (narozen v Japonsku) je otcem myšlenky sjednocení Evropy.
Z významných obchodníků lze vzpomenout Dietricha Mateschitze, zakladatele firmy Red Bull.
K nejslavnějším rakouským sportovcům patří pilot formule 1 a trojnásobný mistr světa Niki Lauda. Tradičně se Rakušané prosazují ve sjezdovém lyžování, tři zlaté olympijské medaile má sjezdař Toni Sailer, dvě Hermann Maier. Ze severské kombinace má tři zlaté Felix Gottwald, ze skokanského můstku Thomas Morgenstern. Svými extrémními kousky, například skokem ze stratosféry, proslul Felix Baumgartner.

## Další známí Rakušané

### Hudba
Anton Diabelli, Franz Xaver Wolfgang Mozart, Joe Zawinul, Josef Strauss, Eduard Strauss, Lotte Lenya, Ignaz Joseph Pleyel, Oscar Straus, Sigismond Thalberg, Christina Stürmer, Erich Kleiber, Nadine Beiler, Parov Stelar, Robert Stolz, Summoning, Franz Schreker, Franz Xaver Gruber, Georg Christoph Wagenseil, Gottfried von Einem, Josef Lanner, Carl Thomas Mozart, Leopold Mozart, Alma Mahlerová, Ernst Křenek (etnický Čech), Erich Wolfgang Korngold (narozen na Moravě), Hanns Eisler (narozen v Německu), Ludwig Minkus, Opus (skupina), Carl Zeller, Franz Schmidt, Freddy Quinn, Conchita Wurst, Paul Wittgenstein

### Výtvarné umění
Willy Puchner, Hans Makart, Michael Pacher, Moritz von Schwind, Ernst Fuchs, Ferdinand Georg Waldmüller, Alfred Kubin (narozen v Čechách), Koloman Moser, Raoul Hausmann

### Politika
Kurt Waldheim, Werner Faymann, Karl Renner, Engelbert Dollfuss, Bruno Kreisky, Thomas Klestil, Kurt Schuschnigg, Wolfgang Schüssel, Rudolf Kirchschläger, Conrad von Hötzendorf, Eduard von Böhm-Ermolli, Karl Seitz, Theodor Körner, Michael Hainisch, Wilhelm Miklas, Adolf Schärf, Franz Vranitzky, Fred Sinowatz, Karl Lueger, Leopold Figl, Victor Adler (narozen v Čechách), Ernst Gideon von Laudon, Adolf Hitler

### Věda
Andreas Maislinger, Otto Weininger, Max Adler, Alexius Meinong, Balthasar Hubmaier, Karl Leonhard Reinhold, Hans Moravec, Otto Erich Deutsch, Guido Adler (narozen na Moravě), Josef Breuer, Georg Luger